# Дубовка (Молдова)
Дубовка (рум. Dubovca) — село в Хынчештском районе Молдавии. Наряду с селом Бозиены входит в состав коммуны Бозиены.

## История
Село Дубовка образовано 23 января 1965 года из населённого пункта второго отделения совхоза «Бозиены».

## География
Село расположено на высоте 157 метров над уровнем моря.

## Население
По данным переписи населения 2004 года, в селе Дубовка проживает 350 человек (180 мужчин, 170 женщин).
Этнический состав села:
| Национальность | Число жителей | Процентный состав |
| -------------- | ------------- | ----------------- |
| молдаване      | 292           | 83.43             |
| украинцы       | 34            | 9.71              |
| русские        | 21            | 6.0               |
| гагаузы        | 2             | 0.57              |
| румыны         | 1             | 0.29              |
| Всего          | 350           | 100%              |